# Граф Кадоган
Граф Кадоган (англ. Earl Cadogan) — аристократический титул, дважды создававшийся в системе пэрства Великобритании.

## История
Семья происходит от майора Уильяма Кадогана (1601—1661), офицера кавалерии армии Оливера Кромвеля. Его сын Генри Кадоган работал адвокатом в Дублине. Старший сын Уильям Кадоган был выдающимся военным, политиком и дипломатом. Он являлся генералом армии и участвовал в Войне за испанское наследство 1701—1714, работал послом в Нидерландах и начальником главного управления вооружения и боевой техники. В 1716 году он был возведен в звание пэра Великобритании как барон Кадоган из Рединга, в графстве Беркшир, титул наследуемый по мужской линии. В 1718 году он снова был возведен в звание барона Кадогана из Окли, графство Бакингемшир. Этот титул тоже является наследуемым по мужской линии и позже перешел к младшему брату барона Чарльзу. Также барон Кадоган был удостоен званий виконта Кавершама в графстве Оксфорд и графа Кадогана в графстве Денби. Эти пэрские титулы также наследуются по мужской линии.
Лорд Кадоган имел двух дочерей, но не имел наследников по мужской линии. Поэтому после его смерти в 1726 году семья утеряла баронетство 1716 года, виконтский и графский титулы. Однако баронский титул 1718 года перешел к брату лорда Кадогана Чарльзу, который стал вторым бароном Кадаган. Чарльз Кадоган представлял в парламентской Палате общин округа Рединг и Ньюпорт.
Чарльз Кадоган женился на Элизабет, второй дочери и наследнице знаменитого медика, натуралиста, коллекционера и президента Лондонского Королевского общества сэра Ганса Слоана. Таким образом недвижимость Слоана в районе Найтсбридж в центральной части Лондона перешла к Кадоганам и составляет основной капитал семьи по сегодняшний день.
Сын Чарльза Кадогана, 3-й барон Кадоган, представлял в Парламенте округ Кембридж. В 1769—1784 годах он был мастером Монетного двора. В 1800 году графский и виконтский титулы вернулись к семье Кадоган. Это произошло когда дядя 3-го барона Кадогана, Чарльз Генри Слоан Кадоган был возведён в звания виконта Челси в графстве Миддлсекс и графа Кадогана. Эти титулы принадлежат к пэрству Великобритании. Его младший сын, 3-й граф Кадоган, унаследовавший титул от своего брата в 1832 году, был адмиралом Королевского флота. А за год до этого, в 1831 году, он был возведен в пэры как барон Окли из Кавершама, графство Оксфорд. Эти титулы перешли по наследству к его старшему сыну, 4-му графу Кадогану. Он был политиком-консерватором, работавшим в правительствах премьер-министров Великобритании графа Дерби и Бенджамина Дизраэли в качестве капитана Королевской гвардии телохранителей с 1866 года по 1868 год.
5-й граф Кадоган также был политиком-консерватором. Он являлся заместителем военного министра, заместителем министра колоний, лордом-хранителем Малой печати и лордом-лейтенантом Ирландии в кабинете министров Дизраэли, а затем лорда Солсбери. Его сын Генри Кадоган, виконт Челси, наследник титула лорда, также представлял консерваторов в Парламенте от округа Бери-Сент-Эдмундс. Однако он скончался в 1908 году, за семь лет до своего отца. Другой сын 5-го графа Эдвард, виконт Челси, умер в 1910 году в возрасте семи лет. Таким образом титул лорда перешел к третьему сыну, который стал 6-м графом Кадоган. 8-й граф, Чарльз Джеральд Джон Кадоган, унаследовавший титул от своего отца в 1997 году, был признан одним из богатейших людей Великобритании. Основным бизнесом семьи как и прежде является недвижимость. Компания Cadogan Estate принадлежит одной семье уже более 300 лет. Улицы и площади в районе владений графа названы именем Кадоган. Чарльз Кадоган был также совладельцем футбольного клуба Челси в 1981—1982 годах. После его смерти в 2023 году его сын Эдвард Чарльз Кадоган стал 9-м графом Кадоганом.

## Список графов и баронов Кадоган

### Графы Кадоган (креация 1718 года)
- 1718—1726: Уильям Кадоган, 1-й граф Кадоган (1672—1726), старший сын адвоката Генри Кадогана

### Бароны Кадоган (креация 1716 года)
- 1716—1726: Уильям Кадоган, 1-й барон Кадоган (1672—1726), старший сын адвоката Генри Кадогана
- 1726—1776: Чарльз Кадоган, 2-й барон Кадоган (1685—1776), младший брат предыдущего
- 1776—1807: Чарльз Слоан Кадоган, 3-й барон Кадоган (1728—1807), сын предыдущего, получил титул 1-го графа Кадогана в 1800 году.

### Графы Кадоган (креации 1800 года)
- 1800—1807: Чарльз Слоан Кадоган, 1-й граф Кадоган (1728—1807), единственный сын Чарльза Кадогана, 2-го барона Кадогана
- 1807—1832: Чарльз Генри Слоан Кадоган, 2-й граф Кадоган (1749—1832), старший сын предыдущего от первого брака
- 1832—1864: Джордж Кадоган, 3-й граф Кадоган (1783—1864), сводный брат предыдущего, второй сын 1-го графа Кадогана от второго брака
- 1864—1873: Генри Чарльз Кадоган, 4-й граф Кадоган (1812—1873), старший сын предыдущего
- 1873—1915: Джордж Генри Кадоган, 5-й граф Кадоган (1840—1915), старший сын предыдущего
- 1915—1933: Джеральд Окли Кадоган, 6-й граф Кадоган (1869—1933), третий сын предыдущего от первого брака
- 1933—1997: Уильям Джеральд Чарльз Кадоган, 7-й граф Кадоган (1914—1997), старший сын предыдущего
- 1997—2023: Чарльз Джеральд Джон Кадоган, 8-й граф Кадоган (1937—2023), единственный сын предыдущего
- 2023 — настоящее время: Эдвард Чарльз Кадоган, 9-й граф Кадоган (р. 1966), старший сын предыдущего от первого брака[1]
  - Наследник: Джордж Эдвард Чарльз Дитер Кадоган, виконт Челси (р. 1995), старший сын предыдущего.